# 贝勒 (汉学家)

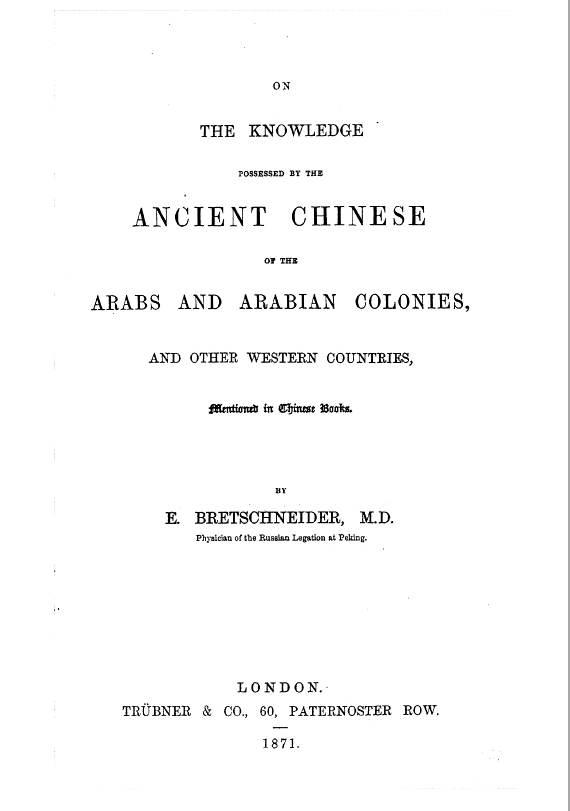
古代中国对阿拉伯、阿拉伯属地和其他西方国家的知识
贝勒 1871 伦敦

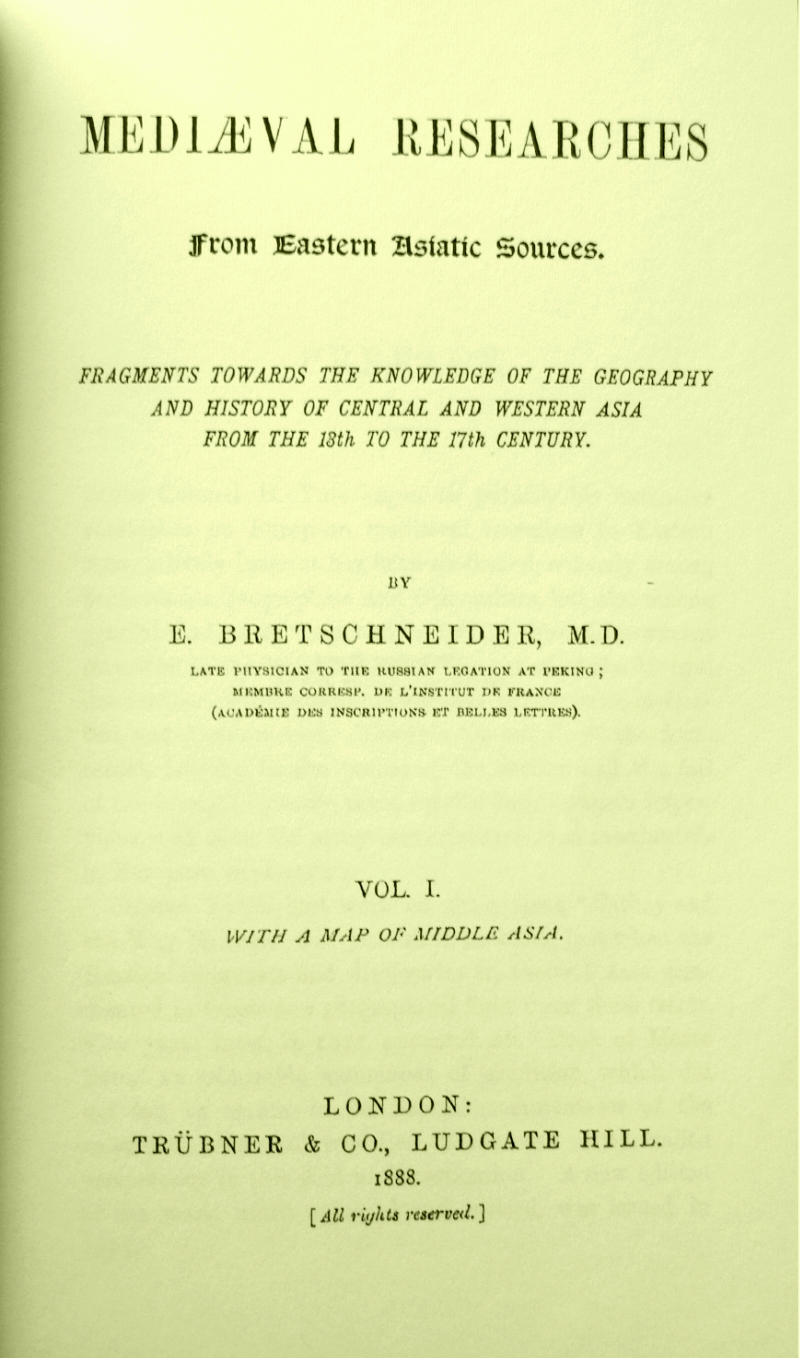
中世紀研究 1888年
俄罗斯公使馆医生
法兰西学院通讯院士
E.布雷特施奈德医生著

埃米尔·布雷特施奈德（德語：Emil Bretschneider，1833年7月4日—1901年5月12日），汉名贝勒，著名俄罗斯汉学家。

## 生平
原波罗的海德国人。早年入学爱沙尼亚塔尔图以德语教学的塔尔图大学攻读医学。后出任俄罗斯公使馆驻德黑兰医生。1866年至1883年间出任俄罗斯公使馆驻清朝北京的医生。
1866年正逢苏格兰汉学家亨利·裕尔的《东域纪程录丛》出版，引起贝勒对汉学的浓厚兴趣。但他发现西方汉学包括家亨利·裕尔因不识汉语，很少直接引用中文典籍。当时东正教北京传道团拥有一个经多年收集因而中西文藏书丰富图书馆。贝勒利用东正教北京传道团图书馆提供的优越条件，潜心研究中世纪中国古典中外交通史文献和中国古代药草和植物学文献。贝勒还结识当时东正教北京传道团驻京修士大司祭巴拉第·卡法罗夫，伦敦传道会传教士伟烈亚力和英国驻华外交官梅辉立等著名汉学家。

## 著作

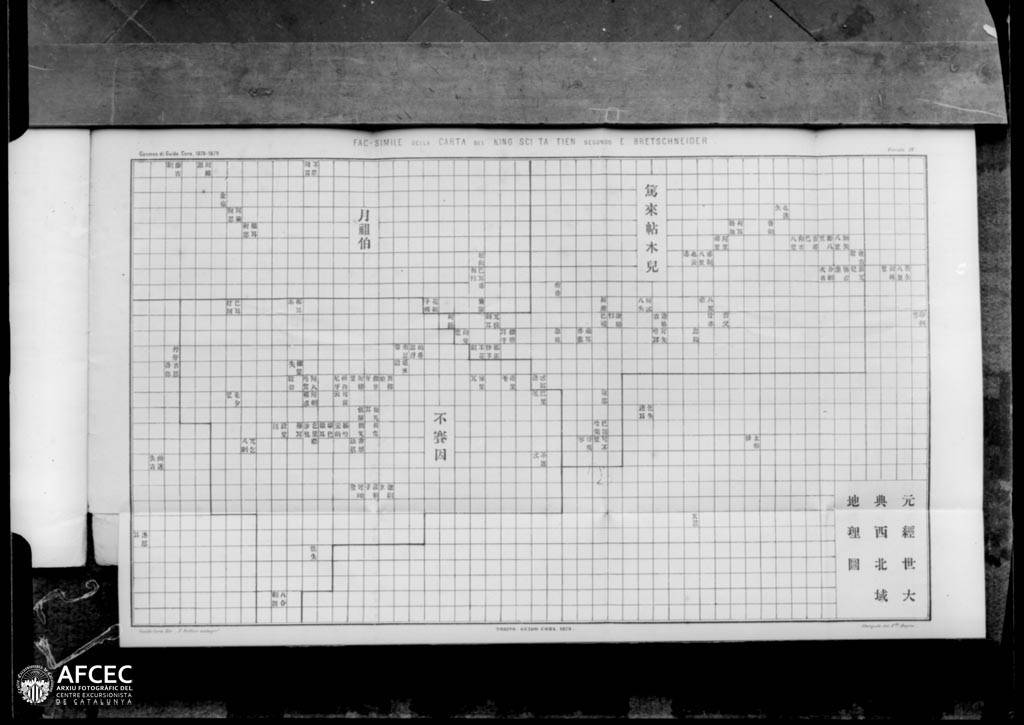
布雷特施奈德（E. Bretschneider）考订重排的元《经世大典》地理图

1870年贝勒在上海发表第一篇汉学论文《扶桑--谁发现美洲 ？》。
1871年贝勒在伦敦发表《古代中国对阿拉伯、阿拉伯属地和其他西方国家的知识》一书，根据《汉书》、《隋书》、《旧唐书》、《新唐书》、《宋史》、《元史》、《明史》及《岛夷志略》等中国古代文献，介绍中国古代关于波斯、条枝、康国、大夏、大食、摩地那、拂菻、婆罗门、突厥、三佛齐、报达国、哈列国、佛郎机、呼罗珊、天方、忽鲁模斯、阿丹、古里、婆利、林邑、赤土、丹丹等国家的记载。
1875年在上海发表论文：《中世纪中国的西域旅行家纪行》。 
1881年在上海出版《早期欧洲对中国植物群的研究》。
贝勒成为法兰西学院的通讯院士。
贝勒还将几种重要的中外交通史中文文献翻译成英文，包括耶律楚材《西游录》、《长春真人西游记》、常德《西使记》、《耶律希亮之中亚行程》；1888年在伦敦编集成书名为《中世纪研究》出版，这部著作集是他的代表作。

## 纪念
有数种植物的拉丁学名种加词以他命名，如：
- 白梨
- 河北葛缕子（Carum bretschneideri）
- 东陵绣球（Hydrangea bretschneideri）
- 裂叶翼首花（Pterocephalus bretschneideri）

等等